# Stéphane Treppoz
Stéphane Treppoz, né le 26 avril 1966 à Lyon (Rhône), est un dirigeant d'entreprise français. Il a été président du directoire de Sarenza de 2007 à 2018, puis administrateur d'entreprises. Depuis 2024, il est membre du Conseil supérieur des programmes.

## Biographie
Après avoir fait une classe préparatoire au Lycée du Parc à Lyon, Stéphane Treppoz sort diplômé d'HEC en 1989. Il commence sa carrière aux États-Unis, d'abord pour Arthur Andersen à New York puis, de 1990 à 1995, pour la filiale américaine de Meccano,. Il poursuit sa carrière en France, au sein de la Générale des eaux qui deviendra Vivendi et se lance alors dans le développement de l'internet par câble. Dès 1998, après la prise de contrôle d'AOL France par Vivendi, il devient le PDG d'AOL France jusqu'en 2004.
Alors qu'il exerce en tant que consultant au fonds d’investissement Wendel Investissement, il intervient auprès de la start-up Sarenza spécialisée dans la vente en ligne de chaussures et en prend la direction en 2007 en  tandem avec son associée Hélène Boulet-Supau. En parallèle, il fonde en 2010 avec Pierre Kosciusko-Morizet, Geoffroy Roux de Bezieux, Ouriel Ohayon et Christophe Raynaud le fonds d’investissement ISAI, un fonds d'investissement d'entrepreneurs en France. Il effectue des actions dans les collèges et lycées depuis 2021 dans le cadre de l'association 100.000 Entrepreneurs et des tribunes sur l'éducation. Il est en avril 2024 membre du Conseil supérieur des programmes.